# Jeongsun di Joseon
Jeongsun (정순?, 貞純?; Yeoju, 2 dicembre 1745 – Hanseong, 11 febbraio 1805) è stata una regina consorte di Joseon.
Seconda moglie di re Yeongjo, fece da reggente al bisnipote Sunjo per quattro anni.

## Biografia

### Nascita e matrimonio
Jeongsun (nome postumo) nacque a Yeoju nel 1745 da Kim Han-gu del bon-gwan Kim di Gyeongju e da sua moglie, in seguito Wonpung bubuin, del bon-gwan Won di Wonju. Il popolo del villaggio gioì alla sua nascita, sostenendo che attorno alla casa aleggiasse un'energia di buon auspicio e che volassero degli splendidi uccelli, a segnalare che sarebbe diventata una persona importante.
Alla morte della prima moglie, la regina Jeongseong, re Yeongjo non intendeva trovare una nuova sposa perché aveva già 65 anni, ma fu alla fine convinto dai ministri a indire le selezioni della nuova regina. Jeongsun, che all'epoca aveva 14 anni, fu scelta come consorte del sovrano il 9 giugno 1759 al termine della selezione in tre passaggi svoltasi nella sala Tongmyeongjeon del palazzo Changgyeonggung. Il Daedonggimun riporta due aneddoti relativi alla selezione che avrebbero portato il re a preferirla alle altre candidate per via della saggezza e dell'intelligenza straordinarie: alla domanda su quale fosse la cosa più profonda al mondo, Jeongsun rispose il cuore umano, mentre, quando le fu chiesto quale fosse il fiore più bello, scelse il cotone perché in grado, con il suo filato, di tenere il popolo al caldo.
Dopo aver ricevuto lezioni sui suoi doveri in un edificio separato dal palazzo, Jeongsun sposò Yeongjo il 22 giugno. La coppia non ebbe figli e Yeongjo scelse come erede il figlio datogli da una delle concubine, il principe Sado, perciò Jeongsun solidificò la propria posizione a corte con l'aiuto del partito al quale la sua famiglia era legata, i Noron, e in particolare il ramo Byeokpa, che tre anni dopo sostenne la decisione di Yeongjo di ordinare a Sado di morire rinchiudendosi in una cesta per il riso.
Quando Yeongjo spirò nel 1776 all'età di 83 anni, gli succedette il nipote Yi San, re Jeongjo. Jeongsun divenne la regina vedova (wangdaebi) e assunse il comando del Naemyeongbu, sebbene la donna più vecchia della famiglia reale fosse a tutti gli effetti la madre del re, Heongyeong, di dieci anni più anziana. La carica non poteva spettare a lei, però, perché, per salire al trono nonostante la destituzione del principe Sado, Jeongjo era stato fatto figurare nel registro di famiglia come figlio del defunto zio, il principe Hyojang. Pur essendo a capo del Naemyeongbu, il coinvolgimento di Jeongsun con i Byeokpa, e quindi nella morte di Sado, portò Jeongjo a tenerla lontana dagli affari di governo nonostante i tentativi di intromissione di lei. Neanche uno sciopero della fame per impedire a Jeongjo di andare a trovare il fratellastro, il principe Euneon, sortì effetto.

### Reggenza e morte
Ad agosto del 1800, quando Jeongjo morì e il trono passò a suo figlio undicenne Yi Gong, re Sunjo, Jeongsun diventò la grande regina vedova (daewangdaebi) e poté iniziare a esercitare il potere. Già il mese precedente aveva ricevuto giuramenti di lealtà dagli esponenti chiave della corte al fine di proteggere il giovane erede.
Secondo gli Annali della dinastia Joseon, il giorno successivo alla morte di Jeongjo dichiarò di persona alla corte che avrebbe fatto da reggente al bisnipote minorenne. Immediatamente nominò consiglieri di Stato tre membri dei Noron, Shim Hwan-ji, Yi Si-su e Seo Yong-bo, e con il sostegno dei Byeokpa e della famiglia paterna, iniziò a perseguire l'eliminazione degli altri partiti, soprattutto dei Namin e della branca Sipa, i principali sostenitori di Jeongjo: oltre a condividere l'opinione del defunto sovrano sull'ingiusta morte del principe Sado, i Namin Sipa avevano promosso molte delle sue riforme osteggiate dai Noron ed erano favorevoli alla diffusione del cattolicesimo.
Per ottobre la maggior parte dei sostenitori di Jeongjo fu epurata e il suo fratellastro Euneon fu esiliato sull'isola di Ganghwa. Il 18 dicembre 1800, giorno dell'ascensione al trono di Sunjo, Jeongsun enfatizzò che la deposizione del principe Sado da parte di Yeongjo era stata inevitabile e sottolineò di non poter accettare opinioni diverse, dichiarando così apertamente il proprio sostegno ai Byeokpa.
All'inizio del 1801 la grande regina vedova emanò un decreto che incitava a denunciare i cattolici, accusati di eresia, dando il via alla persecuzione Sinyu (신유박해?, Sin-yu bakhaeLR), prima di diverse che ebbero luogo durante tutto il diciannovesimo secolo e che si inasprì dopo il ritrovamento di una lettera indirizzata al vescovo di Pechino nella quale si chiedeva alle potenze straniere di invadere il Joseon. Nel corso di un anno, molti leader cattolici furono catturati e giustiziati, e numerose figure dei Namin a loro collegate subirono la stessa sorte, assestando un duro colpo al partito. Anche Hong Nak-im, figlio di Hong Bong-han e fratello minore di Heongyeong, in conflitto con Jeongsun e i Byeokpa, fu accusato di collusione con i cattolici e giustiziato. Stessa sorte toccò al principe Euneon, condannato alla morte per avvelenamento quando si scoprì che la moglie era cattolica. Si stima che le vittime siano state 500, di cui 100 esecuzioni e 400 esili.
Nei tre anni e mezzo della reggenza, Jeongsun analizzò più di 480 documenti amministrativi, smantellò la politica di imparzialità dei partiti (탕평책?, 蕩平策?) di Jeongjo; sciolse la milizia reale creata dal nipote, la Jangyongyeong (장용영?, 壯勇營?); ridimensionò la biblioteca reale Gyujanggak da lui voluta e reintegrò molti funzionari che erano stati cacciati, come Kim Gwang-ju e Kim Yong-ju. L'unica iniziativa per la quale seguì il volere del nipote fu la scelta della figlia di Kim Jo-sun come moglie di Sunjo, sebbene i Kim di Andong fossero stati sostenitori delle politiche di Jeongjo.
Nel 1804, quando Sunjo arrivò alla maggiore età, gli cedette il potere. I Sipa ne approfittarono per colpire i Byeokpa, che persero la loro presa a corte e furono in gran parte epurati, e il potere politico passò dai Kim di Gyeongju ai Kim di Andong. Quando gli Sipa incriminarono Kwon Yu dei Byeokpa per essersi opposto alla selezione della regina Sunwon, Jeongsun chiese al re di convocare i ministri e, quando essi si presentarono da Sunjo, trovarono la grande regina vedova in piedi alle spalle del trono, dove solitamente si sistemava il reggente. Jeongsun domandò chiarimenti sull'accaduto, ma incontrò una forte opposizione da parte dei ministri: le fu infatti risposto che se ne sarebbe occupato il re e di rivolgersi a lui da quel momento invece di tentare di assumere nuovamente la reggenza.
Morì l'anno seguente al Gyeongbokjeon nel palazzo Changdeokgung. Fu sepolta a Guri nella tomba Wolleung, costruita da re Jeongjo accanto a quella del nonno.